# Rücklage
Rücklagen (englisch reserves) sind bei Unternehmen oder sonstigen Personenvereinigungen im Rechnungswesen Bestandteile des Eigenkapitals, die weder als gezeichnetes Kapital, Gewinnvortrag noch als Jahresüberschuss ausgewiesen und entweder auf gesonderten Rücklagenkonten bilanziert werden (offene Rücklagen) oder im Jahresabschluss nicht erkennbar sind (stille Rücklagen). Während die Rücklagen dem Eigenkapital zuzurechnen sind, handelt es sich bei Rückstellungen um Fremdkapital.

## Allgemeines
Offene Rücklagen werden auf der Passivseite der Bilanz getrennt vom „gezeichneten Kapital“ ausgewiesen und sind variable Teile des Eigenkapitals; sie sind variabel im Hinblick auf Gewinnverwendung oder Verwendungszweck (§ 272 Abs. 3 Satz 2, Abs. 4 HGB, § 150 AktG). Das gezeichnete Kapital bildet hingegen eine konstante Größe, die – bis auf seltene Kapitalerhöhungen und -herabsetzungen – keinerlei Veränderungen unterliegt. Durch ihre Zugehörigkeit zum Eigenkapital sind sie zusätzliches Haftungskapital, das im Verlustfall vor dem gezeichneten Kapital zur Abdeckung der Verluste herangezogen wird.
Die Bildung von Rücklagen ist nur für die Kapitalgesellschaften vorgeschrieben, weshalb bei einem Teil dieser Rücklagen auch von „gesetzlichen Rücklagen“ gesprochen wird. Bei Personenhandelsgesellschaften hingegen ist die Bildung von Rücklagen gesetzlich nicht vorgesehen. Die Bildung von Rücklagen kann bei allen Rechtsformen auch im Gesellschaftsvertrag vereinbart werden.

## Arten
Die verschiedenen Arten von offenen Rücklagen sind gesetzlich nicht für alle Rechtsformen vorgesehen.
- Rücklagen bei Kapitalgesellschaften (§ 266 III A. II und III HGB) sind die Kapitalrücklagen, Gewinnrücklagen und andere Rücklagen. Rücklagen für eigene Anteile gibt es in Deutschland nicht mehr, da eigene Anteile nach § 272 Abs. 1a HGB vom gezeichneten Kapital abzusetzen sind und damit die faktische Kapitalherabsetzung zum Ausdruck gebracht wird.
- Rücklagen bei Genossenschaften: Die Genossenschaft muss gesetzliche Rücklagen („Reservefonds“) zum Ausgleich von aus der Bilanz sich ergebenden Verlusten bilden. Höhe und Art der Bildung sind in der Satzung festzulegen (§ 7 GenG). Den gesetzlichen Rücklagen muss ein Teil des Jahresüberschusses zugeführt und der Mindestbetrag der Rücklagen festgelegt werden, bis zu dessen Erreichung die Einstellung vorgenommen werden muss. Die Rücklagen sind für die Finanzierung der Genossenschaft von besonderer Bedeutung. Ausscheidende Mitglieder (Ausnahmen in § 73 Abs. 3 GenG) haben keinen Anspruch auf eine Beteiligung an den Rücklagen, weshalb der Genossenschaft in den Rücklagen Kapital zur Verfügung steht, das ihr (im Gegensatz zum Geschäftsguthaben) nicht entzogen werden kann.
- Rücklagen bei Personengesellschaften: regelmäßig kein Ausweis, weil derartige Gewinnverwendungen direkt den Einlagekonten zugeführt werden. Bei den Personengesellschaften gibt es demzufolge variable Eigenkapitalkonten. Die variablen Eigenkapitalbestandteile bei den Kapitalgesellschaften sind deshalb die Rücklagenkonten.
- Für alle Unternehmensformen konnten bis 2009 steuerfreie Rücklagen als Sonderposten mit Rücklageanteil insbesondere als Ersatzbeschaffungsrücklage,[1] Rücklage bei Zuschüssen zur Anschaffung oder Herstellung von Anlagegütern[2] oder Rücklagen zur Förderung kleinerer und mittlerer Betriebe (§ 7g Abs. 1 EStG; Ansparrücklage) gebildet werden. Durch das BilMoG wurden die im Zusammenhang mit der umgekehrten Maßgeblichkeit stehenden handelsrechtlichen Vorschriften (§ 247 Abs. 3, § 254, § 270 Abs. 1 Satz 2, § 273, § 279 Abs. 2, § 280 Abs. 2, § 281 und § 285 S. 1 Nr. 5 HGB a.F.) aufgehoben. Nach Art. 66 Abs. 5 EGHGB durften letztmals für das vor dem 1. Januar 2010 beginnende Geschäftsjahr Sonderposten mit Rücklageanteil im handelsrechtlichen Jahresabschluss gebildet und Wertansätze, die auf nur steuerlich zulässigen Abschreibungen beruhten, in die Handelsbilanz übernommen werden.
- Außer den gesetzlichen Rücklagen können noch weitere Ergebnisrücklagen gebildet werden (§ 337 HGB).
- Neubewertungsrücklagen: entstehen aus dem Differenzbetrag zwischen den niedrigeren Anschaffungs- oder Herstellungskosten und der Neubewertung von Vermögensgegenständen im Rahmen der Folgebewertung. Gemäß Art. 33 der Vierten EG-Richtlinie[3] können die Mitgliedsstaaten den Gesellschaften gestatten oder vorschreiben, bestimmte Aktiva neu oder zu ihrem Wiederbeschaffungswert erfolgsneutral zu bewerten, die den Auswirkungen der Inflation auf die in der Bilanz ausgewiesenen Posten Rechnung tragen. Bei der Transformation der EG-Richtlinie in deutsches Recht wurde von dieser Vorschrift abgesehen, dennoch dürfen deutsche Unternehmen sie nutzen, wenn sie die IAS 16.39 anwenden.
- Währungsrücklagen ergeben sich bei der Konsolidierung ausländischer Tochtergesellschaften mit Fremdwährungsbezug. Die von diesen ausgewiesenen Aufwendungen und Erträge sind zu Jahresdurchschnittskursen umgerechnet, sodass die sich gegenüber dem Währungskurs am Bilanzstichtag ergebenden Kursdifferenzen erfolgsneutral (vermindert um darauf entfallende latente Steuern) als Währungsrücklage ausgewiesen werden dürfen (IAS 21.30).

Für Kreditinstitute sind weitere Rücklageformen vorgesehen, insbesondere die Rücklage für allgemeine Bankrisiken nach § 340g HGB.

## Entstehung
Offene Rücklagen sind als solche aus dem Jahresabschluss erkennbar (also „offen“gelegt) und entstehen unter anderem durch die Nichtausschüttung von erwirtschafteten Gewinnen (Gewinnthesaurierung), über dem Nennwert liegende Einnahmen aus Kapitalmaßnahmen oder Zuzahlungen von Gesellschaftern oder aus Buchgewinnen bei Kapitalherabsetzungen.

## Bildung

### Gesetzliche Rücklagen
Das Gesetz ordnet in § 150 Abs. 1 AktG für AG und KGaA an, dass in der Bilanz eine gesetzliche Rücklage gebildet werden muss, in der 5 Prozent des gegebenenfalls um einen Verlustvortrag aus dem Vorjahr geminderten Jahresüberschusses einzustellen ist, bis diese Rücklage zusammen mit der Kapitalrücklage (nach § 272 Abs. 2 Nr. 1 bis 3 HGB) 10 Prozent des Grundkapitals erreicht (§ 150 Abs. 2 AktG). Voraussetzung für die obligatorische Bildung einer gesetzlichen Rücklage ist, dass ein Jahresüberschuss entstanden ist; wurden Verluste erwirtschaftet, muss sie nicht dotiert werden. Die über 10 Prozent hinausgehenden Gewinnrücklagen sind so genannte „freie Rücklagen“, die keinerlei Bindungswirkungen unterliegen und deshalb insbesondere für Dividendenzahlungen bei schwacher Ertragslage verwendet werden können (Dividendenkontinuität).

### Andere Gewinnrücklagen
Als Gewinnrücklagen (Passivseite: A. III) dürfen nur Beträge ausgewiesen werden, die im Geschäftsjahr oder in einem früheren Geschäftsjahr aus dem Ergebnis gebildet worden sind. Dazu gehören gesetzliche oder auf Gesellschaftsvertrag oder Satzung beruhende Rücklagen und andere Gewinnrücklagen. Gewinnrücklagen sind versteuerte Rücklagen, da sie bereits dem Körperschaftsteuerabzug unterlagen. Wenn die Satzung oder der Gesellschaftsvertrag die Bildung von Gewinnrücklagen aus dem Jahresabschluss zwingend vorschreiben, sind sie als satzungsmäßige (statutarische) Rücklagen auszuweisen (§ 58 Abs. 4 AktG, § 29 Abs. 1 GmbHG). In den anderen Gewinnrücklagen sind alle Beträge enthalten, die weder gesetzliche noch satzungsmäßige Rücklagen darstellen (§ 272 Abs. 3 HGB). Die Gewinn- und Verlustrechnung endet jeweils nach § 275 Abs. 2 und 3 HGB mit dem Posten Jahresüberschuss/Jahresfehlbetrag als Saldo aller Aufwendungen und Erträge. Nach dem Willen des Gesetzes dürfen Vorgänge der Ergebnisverwendung erst nach dem Jahresüberschuss/Jahresfehlbetrag als Veränderung der Kapital- und Gewinnrücklagen nach § 275 Abs. 4 HGB ausgewiesen werden. Dies gilt für alle Rücklagenarten, da sie eine Ergebnisverwendung darstellen; das ist für die AG und KGaA ausdrücklich in § 158 AktG geregelt.

### Kapitalrücklage
Eine Kapitalrücklage wird nach § 272 Abs. 2 HGB gebildet
- bei der Emission von Anteilen (Geschäftsanteilen, Aktien einschließlich Vorzugsaktien oder anderen Anteilen), wenn diese über dem Nennwert ausgegeben wurden. Das Agio ist nach § 272 Abs. 2 Nr. 1, Nr. 3 HGB in die Kapitalrücklage einzustellen;
- bei der Emission von oder Wandelschuldverschreibungen, § 272 Abs. 2 Nr. 2 HGB;
- bei anderen Zahlungen der Gesellschafter, die nicht eine bestimmte Gegenleistung vergüten und auch nicht zurückzuzahlen sind, § 272 Abs. 2 Nr. 4 HGB.

Kapitalrücklagen sind die einzigen Rücklagen, die von außen dem Unternehmen zugeführt werden; alle anderen Rücklagearten stellen Innenfinanzierung dar. Einstellungen in die Kapitalrücklage müssen bei der Aufstellung der Bilanz vorgenommen werden (§ 270 Abs. 1 HGB). Für die AG besteht eine Angabepflicht im Anhang (§ 152 Abs. 2 AktG). Voraussetzung für die Dotierung der Kapitalrücklagen bei der Ausgabe von Anteilen ist ein Agio; werden Anteile zum Nennwert („pari“) oder unter dem Nennwert (bei Aktien nach § 9 AktG verboten) ausgegeben, kann keine Kapitalrücklage gebildet werden. Zu den Kapitalrücklagen bei der GmbH gehört auch der Gegenposten für eingeforderte Nachschüsse nach § 42 Abs. 2 GmbHG.

## Ausweis
Das Gliederungsschema des § 266 HGB sieht eine strikte Trennung der verschiedenen Eigenkapitalbestandteile vor. Bei den Rücklagen ist ein getrennter Ausweis von Kapital- und Gewinnrücklagen erforderlich. Letztere sind wiederum aufzuteilen in die gesetzliche Rücklage, Rücklage für eigene Anteile, satzungsgemäße Rücklagen und andere Gewinnrücklagen. Nach § 152 Abs. 2, 3 AktG müssen Aktiengesellschaften die Entwicklung ihrer Rücklagen in der Bilanz oder im Anhang angeben. Diese Vorschrift gilt für alle Rücklagen, sodass es sinnvoll ist, einen Rücklagenspiegel zu führen, in dem der Stand des Vorjahres, der Jahresüberschuss bzw. -fehlbetrag, die Einstellungen und die Entnahmen der einzelnen Rücklagenarten und der neue Stand am Stichtag vermerkt sind, woraus eine Bewegung zu erkennen ist.

## Auflösung
Die Auflösung von Rücklagen ist bilanzrechtlich nur in wenigen Fällen statthaft. Gewinnrücklagen dürfen bei Aktiengesellschaften unter bestimmten Voraussetzungen nur zum Ausgleich eines Jahresfehlbetrages oder Verlustvortrags aus dem Vorjahr verwandt werden (§ 150 Abs. 3 und 4 AktG); das gilt auch für Entnahmen aus der Kapitalrücklage (§ 150 Abs. 3 und 4 AktG). Aus dieser engen Zweckbestimmung ist der Hauptgrund für die Bildung der Rücklagen ablesbar. Rücklagen dienen als Reserve für anfallende Verluste und müssen diese solange ausgleichen, bis die Rücklagen aufgebraucht sind; dann erst darf das Stammkapital als Verlustreservoir herangezogen werden. Soweit eine GmbH Kapitalrücklagen ausweist, kann hierüber frei verfügt werden. Die Einstellung in oder die Auflösung von Gewinnrücklagen, die Auflösung von Kapitalrücklagen und die Ausschüttung an Gesellschafter stellt eine Ergebnisverwendung dar (§ 158 Abs. 1 AktG). Auflösungen der Kapitalrücklage müssen bei der Aufstellung der Bilanz vorgenommen werden (§ 270 Abs. 1 HGB). Für die AG besteht eine Angabepflicht im Anhang (§ 152 Abs. 2 AktG).
In § 275 Abs. 4 HGB wird ausdrücklich angeordnet, dass Rücklagenauflösungen erst nach der Position „Jahresüberschuss“ (§ 275 Abs. 2 Nr. 20 und Abs. 3 Nr. 19 HGB als Ergebnis der Gewinn- und Verlustrechnung) auszuweisen sind.

## Umwandlung
Rücklagen können nach § 207 AktG durch Beschluss der Hauptversammlung in gezeichnetes Kapital umgewandelt werden. Das geschieht technisch durch die Ausgabe von Gratisaktien. Konkret sieht das Gesetz vor, dass „andere Gewinnrücklagen“ dabei in voller Höhe umgewandelt werden können; die gesetzliche Rücklage und Kapitalrücklagen hingegen nur dann, soweit sie 10 % des Grundkapitals überschreiten (§ 208 Abs. 1 AktG). Es handelt sich um eine Kapitalerhöhung, die nach Eintragung im Handelsregister wirksam wird (§ 211 AktG).

## Gewinnabführungsverträge
Besteht ein Gewinnabführungsvertrag, so dürfen lediglich erwirtschaftete Jahresüberschüsse an den begünstigten Organträger abgeführt werden. Denn § 275 Abs. 4 HGB schreibt vor, dass Rücklagenauflösungen erst nach der Position „Jahresüberschuss“ (§ 275 Abs. 2 Nr. 20 und Abs. 3 Nr. 19 HGB als Ergebnis der Gewinn- und Verlustrechnung) auszuweisen sind. Damit unterliegen Rücklagenauflösungen einem Abführungsverbot bei Gewinnabführungsverträgen. Eine Ausnahme hiervon ist in § 301 S. 2 AktG für den Fall vorgesehen, dass Beträge während der Laufzeit des Gewinnabführungsvertrags in andere Gewinnrücklagen eingestellt worden sind. Das Gesetz will hierdurch einen Anreiz schaffen, nicht alle in der Vertragszeit angefallenen Gewinne abzuführen, sondern diese vielmehr auch in Rücklagen zu speichern. Diese Ausnahme besteht jedoch ausschließlich für Gewinnrücklagen und nicht für Zuführungen zur Kapitalrücklage. Sie lässt sich weder im Wege einer so genannten teleologischen Reduktion noch durch Analogie auf Kapitalrücklagen übertragen. Dagegen sprechen sowohl der eindeutige Gesetzeswortlaut als auch der Regelungszweck.

## Funktion
Rücklagen erfüllen unterschiedliche Zwecke. Sie stehen dem Unternehmen insbesondere zur Verfügung, um unerwartete oder außergewöhnliche Verluste aufzufangen, die finanzielle Ausstattung des Unternehmens zu verbessern, die Kapitalstruktur (Kennzahlenanalyse) des Unternehmens positiv zu beeinflussen oder eine gleichmäßige Gewinnausschüttung (Dividendenkontinuität) an die Gesellschafter zu gewährleisten (Ausschüttung von Gewinnen auch in ertragsschwachen oder Verlustjahren). Werden Dividenden ganz oder teilweise aus der Auflösung von Rücklagen finanziert, dürfen hierfür nur die freien Rücklagen verwandt werden.

## Sonderposten mit Rücklageanteil
Bis 2009 durften Kapital- und Personenhandelsgesellschaften aufgrund steuerlicher Vorschriften auch in der Handelsbilanz bestimmte steuerfreie Rücklagen bilden, die als Sonderposten mit Rücklageanteil zu verbuchen waren, sofern sie in der Steuerbilanz gezeigt wurden. Mit dem BilMoG wurde dieser umstrittene und systemfremde Teil des deutschen Bilanzrechts abgeschafft und die umgekehrte Maßgeblichkeit aufgehoben. Der Begriff der umgekehrten Maßgeblichkeit bezog sich auf die Vorschrift des § 5 Abs. 1 S. 2 EStG a.F., wonach steuerliche Wahlrechte bei der Gewinnermittlung in Übereinstimmung mit dem handelsrechtlichen Jahresabschluss auszuüben waren. Die handelsrechtlichen Öffnungsklauseln der § 247 Abs. 3, § 254 HGB a.F. ermöglichten korrespondierend einen Ausweis unversteuerter Rücklagen und die Übernahme von Wertansätzen in die Handelsbilanz, die auf nur steuerlich zulässigen Abschreibungen beruhten. Für Kapital- und Personenhandelsgesellschaften wurden nach § 264a HGB die Öffnungsklauseln durch die §§ 273, 279 Abs. 2, § 280 Abs. 2 HGB a.F. auf Sachverhalte beschränkt, in denen eine übereinstimmende Bilanzierung in der Handelsbilanz Voraussetzung für ihre steuerliche Anerkennung war. Die Sonderposten mit Rücklageanteil dürfen seit dem 1. Januar 2010 nicht mehr neu gebildet werden, für bereits bestehende Sonderposten wurde eine Übergangsregelung geschaffen.

## Steuerbegünstigte Personenvereinigungen
Die Tätigkeit von Vereinen und Stiftungen ist unter bestimmten Voraussetzungen steuerbegünstigt, wobei diesen Personenvereinigungen eine zeitnahe Mittelverwendung vorgeschrieben wird. Als zeitnah gilt eine Verwendung dann, „wenn die Mittel spätestens in den auf den Zufluss folgenden zwei Kalender- oder Wirtschaftsjahren für die steuerbegünstigten oder satzungsmäßigen Zwecke verwendet werden“ (§ 55 Abs. 1 Nr. 5 AO). Eine Ausnahmeregelung hiervon enthält § 62 Abs. 1 AO, der die Bildung von Rücklagen, das heißt die Herausnahme von Mitteln aus der zeitnahen Mittelverwendung, erlaubt. Nach § 62 Abs. 1 Nr. 1 AO sind Rücklagen zulässig, wenn und soweit sie erforderlich sind, damit die steuerbegünstigte Körperschaft ihre Satzungszwecke nachhaltig erfüllen kann. Zweckrücklagen können gebildet werden für zweckrelevante Anschaffungen oder Wiederbeschaffungen (Fahrzeuge, EDV-Anlage, Gebäude), Instandhaltungen (Dachreparatur im eigenen Gebäude) oder Steuern, die entsprechende Ansparungen erforderlich machen und für deren Durchführung bereits konkrete Zeitvorstellungen bestehen. Im Unterschied zu den Zweckrücklagen sind freie Rücklagen weder zeitlich noch sachlich in ihrer Verwendung festgelegt (§ 62 Nr. 3 AO). Sie sind allgemeine Bestandteile des Vermögens der steuerbegünstigten Körperschaft und können dauerhaft zur Vermögensbildung verwendet werden. Ihre Bildung ist jedoch auf höchstens ein Drittel des Überschusses und darüber hinaus auf höchstens 10 % ihrer sonstigen nach § 55 Abs. 1 Nr. 5 AO zeitnah zu verwendenden Mittel begrenzt.

## Kommunales Haushaltsrecht
Jede Gemeinde hat einen Haushaltsplan zu führen. Haushaltsjahr ist das Kalenderjahr. Dem Haushaltsplan ist eine Übersicht über den Stand der Rücklagen beizufügen (s. Haushaltsverordnungen der Länder). In dieser Übersicht sind allgemeine Rücklagen und Sonderrücklagen gesondert auszuweisen. Hat der Verwaltungshaushalt mehr Einnahmen als Ausgaben, so ist zu dessen Ausgleich der Überschuss dem Vermögenshaushalt zuzuführen. Hat der Vermögenshaushalt ebenfalls mehr Einnahmen als Ausgaben, ist die Differenz zu dessen Ausgleich der allgemeinen Rücklage zuzuführen.
Die allgemeine Rücklage ist eine „Sammelrücklage“. Diese Rücklage hat folgende Zwecke zu erfüllen:
- Sicherung der rechtzeitigen Leistung von Ausgaben
- Ansammlung von Mitteln zur Deckung des Ausgabebedarfs im Vermögenshaushalt
- Tilgung von Krediten
- Ausgleich des Verwaltungshaushalts

Das kommunale Eigenkapital gliedert sich nach § 41 Abs. 4 GemHVO in vier Posten, nämlich die Allgemeine Rücklage, Sonderrücklagen (§ 43 Abs. 4 GemHVO), Ausgleichsrücklage sowie Jahresüberschuss/Jahresfehlbetrag. Die Allgemeine Rücklage ist als Residualgröße die Position des Eigenkapitals.

## International
IAS 1.6 schreibt eine Mindestuntergliederung nach gezeichnetem Kapital (englisch capital subscribed) und Rücklagen (englisch capital reserves) vor. Hierbei handelt es sich um die Kapitalrücklage (englisch additional paid-in capital), worauf IAS 1.86 hindeutet. Nach IAS 1.73(e) ist ein getrennter Ausweis in gezeichnetes Kapital, Kapitalrücklagen und sonstige Rücklagen zulässig, eine Trennung zwischen Gewinn- und Kapitalrücklagen verlangt IAS 1.79.